# Stößen
Stössen est une commune allemande de l'arrondissement du Burgenland, Land de Saxe-Anhalt.

## Géographie
La commune comprend les quartiers de Nöbeditz et Priestädt.
|            | Teuchern  |          |
| Mertendorf | Stößen    |          |
|            | Osterfeld | Meineweh |

Stößen se trouve sur la Bundesstraße 180, près du croisement avec la Bundesautobahn 9, et sur la ligne de Naumbourg à Teuchern.

## Histoire
Stößen est mentionné pour la première fois en 968 puis la même année dans l'évêché de Zeitz. En 1088, le village est détruit par Wiprecht de Groitzsch.
La peste frappe Stößen en 1598 et 1608. Les troupes impériales le mettent à sac en 1637 lors de la guerre de Trente Ans. En 1737, un incendie détruit une grande partie.
Nöbeditz est mentionné pour la première fois en 1266 sous le nom de Nabdicz et Priestädt en 1300 sous le nom de Bristete.

## Source, notes et références
- (de) Cet article est partiellement ou en totalité issu de l’article de Wikipédia en allemand intitulé « Stößen » (voir la liste des auteurs).